# Ричфилд (Охајо)
Ричфилд (енгл. Richfield) град је у америчкој савезној држави Охајо.

## Демографија
По попису из 2010. године број становника је 3.648, што је 362 (11,0%) становника више него 2000. године.
| Група             | 2000.         | 2010.         |
| Белци             | 3.192 (97,1%) | 3.511 (96,2%) |
| Афроамериканци    | 16 (0,5%)     | 27 (0,7%)     |
| Азијати           | 43 (1,3%)     | 50 (1,4%)     |
| Хиспаноамериканци | 8 (0,2%)      | 21 (0,6%)     |
| Укупно            | 3.286         | 3.648         |